# Colada morada

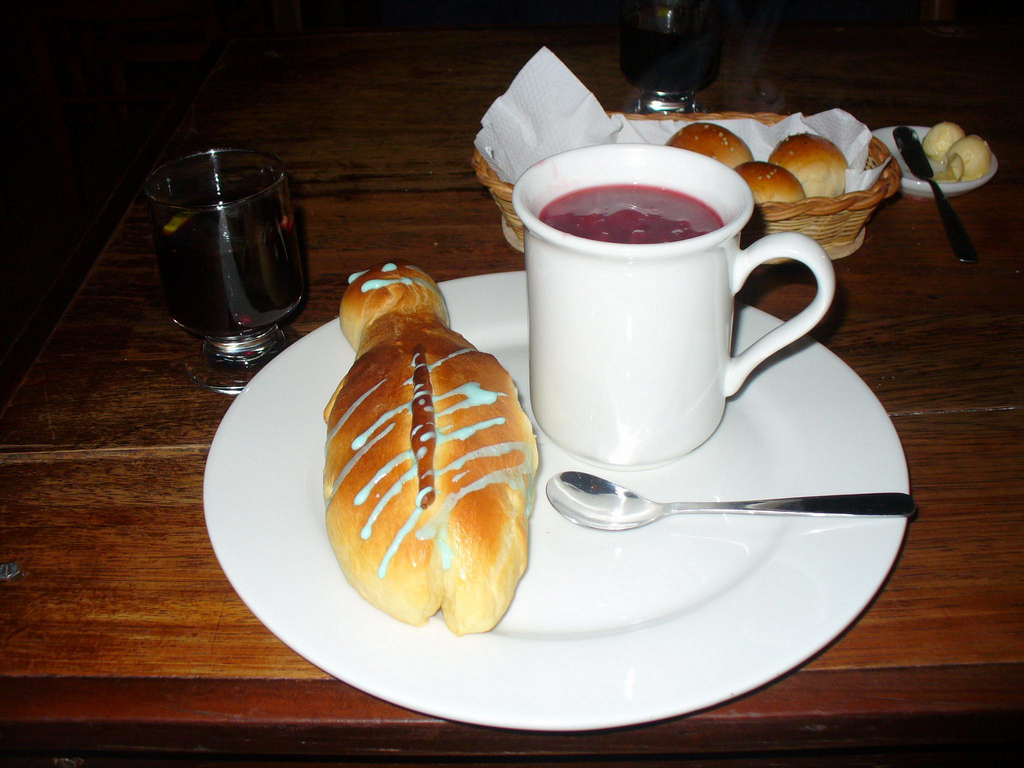
Tasse Colada Morada mit einem Guagua de Pan

Colada morada (spanisch dunkelviolett Gesiebtes) ist eine Süßspeise aus Ecuador, die aus schwarzem Maismehl und Früchten wie Naranjilla (Lulo), Bergpapaya (Babaco), Ananas, Andenbrombeere (Rubus glaucus), frutillas (eine amerikanische Erdbeerart) oder mortiños (eine auf dem Páramo wachsende amerikanische Heidelbeeren-Art) zubereitet wird.
Colada morada wird traditionell am 2. November zum Allerseelenfest zusammen mit Guaguas de pan („Brotbabies“), verzierte und oft süß gefüllte Brote in Form von Kinderfiguren, gegessen.